# Monopetalanthus durandii
Espèce
Statut de conservation UICN

 VU B1+2c : Vulnérable
Monopetalanthus durandii est une espèce de plantes à fleurs de la famille des Fabaceae.
Selon Plants of the World Online, c'est un synonyme de Bikinia durandii (F.Hallé & Normand) Wieringa. Selon ce site, c'est un arbre trouvé au Gabon et vivant en milieu tropical humide.

## Publication originale
- Notulae Systematicae. Herbier du Museum de Paris 16: 136. 1960.